# Джузепе Креспи
Джузепе Мария Креспи (на италиански: Giuseppe Maria Crespi; 16 март 1665, Болоня – 16 юли 1747, пак там), известен и като Ло Спаньоло (Lo Spagnolo, Испанецът), е италиански къснобароков художник от Болонската школа. Жанрово еклектичното му наследство включва религиозни картини и портрети, но е най-известен с жанровата си живопис. 
Креспи заедно с художниците Джамбатиста Питони, Джовани Бастита Тиеполо, Джовани Батиста Пиацета, Каналето и Франческо Гуарди формира поколението на традиционните стари болонски майстори от този период.

## Биография
Роден е на 14 март 1655 г. в Болоня в семейството на Джироламо Креспи и Изабела Коспи, далечна родственица на династията на Медичите във Флоренция. Дават му прякора „Испанеца“ (Lo Spagnuolo) заради навика му да носи тесни дрехи, характерни за испанската мода от онова време.
Към 12-ата си година чиракува при Анжело Микеле Тони (1640 – 1708). От 15 до 18-годишна възраст работи при болонеца Доменико Мария Канути. През 1681 – 1682 г. се присъединява по покана на Карло Чиняни към творческото ателие „Академия дел Нудо“, за да учи рисуване и остава на работа до 1686 г., когато Чиняни се мести във Форли и ателието му е наследено от най-обещаващия мт ученик Джовани Антонио Бурини. Оттогава нататък Креспи започва да работи самостоятелно.
Основният му биограф – художникът Джампиетро Дзаноти казва за него: „(Той) никога повече не поиска пари и щеше да пресъздава историите и капризите, които идваха във въображението му. Много често нарисува обикновени неща, представящи най-ниските професии и хора, които, родени бедни, трябваше да се издържат в служба на изискванията на богатите граждани.“ Това се отнася и до самия Креспи, който започва кариерата си, рисувайки по поръчка на богати меценати. Твърди се, че е имал camera optica в къщата си за рисуване. До 1690-те г. завършва различни олтарни образи, включително „Изкушението на Свети Антоний“, поръчано от граф Карло Чезаре Малвазия, което сега е в болонската църква „Сан Николо дели Албари“.
Той пътува до Венеция, но изненадващо никога до Рим. Носейки голямото си религиозно платно „Клането на невинните“ и бележка от граф Винченцо Рануци Коспи като въведение, Креспи бяга посред нощ във Флоренция през 1708 г. и получава покровителството на великия херцог Фердинандо III Медичи. Той е принуден да бяга от Болоня с платното, което, макар и предназначено за херцога, е харесано от местния свещеник Дон Карло Силва за самия него. Събитията около този епизод стават източник на много съдебни спорове, в които Креспи, поне през следващите пет години, намира херцога за свой твърд защитник.
Еклектичен творец, Креспи рисува както потрети, така и брилянтни карикатури, но е известен и с офорти по Рембранд и Салватор Роза. Твърди се, че рисува множество шедьоври в различни стилове. Автор е на малко стенописи, отчасти защото отказва да рисува тавани, макар че по всяка вероятност стилът му не би отговорил на изискванията на медиум, често използван тогава за величествена сценография. 
Той не е всеобщо оценен и Ланци цитира Менгс, който се оплаква, че Болонската школа трябва да се затвори за капризния Креспи. Самият Ланци описва Креспи като позволяващ „интересът му към новото да разсейва деликатния му талант“. Той намира, че Креспи вмъква карикатурен елемент дори и в религиозните и героичните си сцени, изобразявайки фигурите си деформирани, и е „изпадал в маниеризъм“, рисува с няколко цвята и няколко щрихи, „направени наистина с преценка, но твърде повърхностни и без сила на тялото“.
Креспи доживява дълбока старост, като картините му биват ценени и откупувани за притежание на благородници от и извън пределите на Болоня. Получава признание от папата с кавалерски орден. Умира на 16 юли 1747 г. в Болоня на 82-годишна възраст.

## Седемте тайнства
Негова прочута серия от платна е „Седемте тайнства“, нарисувана около 1712 г. и сега се намира в Галерия на старите майстори в Дрезден. Първоначално е завършена за кардинал Пиетро Отобони в Рим и след смъртта му е прехвърлена на курфюрста на Саксония. Тези внушителни произведения са нарисувани с хлабав щрих, но все пак запазват трезво благочестие. Без да използват свещени символи като светци и пъти, разчита на обикновени хора, за да илюстрира свещенодействия.

## Креспи и жанровият стил
Креспи днес е известен като един от основоположниците на бароковата жанрова живопис в Италия. До 17 век италианските художници обръщат малко внимание на тази тема, концентрирайки се главно върху по-внушителната религиозна, митологическа и историческа живопис, както и върху портретуването на силните на деня. В това те се различават от северноевропейските художници, особено нидерландските майстори, които имат силна традиция в изобразяването на ежедневния живот. Има и изключения: болонският бароков майстор на стенописи Анибале Карачи рисува и пасторални пейзажи, и картини на обикновени търговци, например месари. Преди него Бартоломео Пасероти и Кремоне Винченцо Кампи се занимават с жанрови теми. В тази традиция Креспи следва и примера на първопроходници като Бамбочантите – холандски и фламандски художници, творили в Рим през първата четвърт на 17 век. Впоследствие тази традиция е подета и от други, между които Джовани Батиста Пиацета, Пиетро Лонги, Джакомо Черути и Джандоменико Тиеполо.
Той рисува много кухненски сцени и други битови сюжети. Картината „Бълхата“ (1709–1010) изобразява млада жена, която се подготвя за сън и се пощи. Обкръжението е оскъдно – наблизо има ваза с няколко цветя и евтина огърлица от мъниста, висяща на стената, но жената е приютена в нежна „утроба“ от светлина. Тя не е красавицата на Ботичели, а е простосмъртна, чието кученце спи на чаршафите. 
В друга жанрова сцена Креспи улавя гнева на жена към мъж, който публично уринира на стената, като пикарескова котка също възразява срещу недискретността на мъжа.
- Бълхата (ок. 1709), Уфици (Флоренция)
- Жена, миеща съдове (сл. 1712), Уфици (Флоренция)
- Играчи на зарове (1740-те), Музей „Давия Барджелини“ (Болоня)
- Ухажваната певица (1700-те), Уфици (Флоренция)

## Късни творби и ученици
Верен на неговия еклектизъм, е натуралистичният „Свети Йоан Непомуцки., изповядващ кралицата на Швабия, направен късно в живота на Креспи. В тази картина се казва много от частично закритите лица. Неговото „Възкресение Христово“ е драматична аранжировка в динамични перспективи, донякъде повлияна от олтарната картина на Анибале Карачи на същата тема. 
Докато мнозина идват да работят в студиото, което Креспи основава след напускането на Чиняни, малцина се отличават. Антонио Джонима се радва на умерен успех. Други включват Джовани Франческо Брачоли, Джакомо Павия, Джовани Морини, Пиер Гуариенте, Феличе и брат му Якопо Джусти, и Кристофоро Терци. Може също да е повлиял на Джовани Доменико Ферети. Докато венецианецът Джовани Батиста Пиацета твърди, че е учил при Креспи, документацията за това не съществува. 
Двама от синовете на Креспи – Антонио (1712–1781) и Луиджи (1708–1779) стават художници. Според техния разказ Креспи може да е използвал камера обскура, за да подпомогне изобразяването на сцени на открито в по-късните си години. След смъртта на съпругата си той се усамотява, рядко излиза от къщата, освен за да отиде на ежедневна литургия.

## Частичен списък с творби
- Жена, настройваща лютня (ок. 1700–0), MFA, Бостън (САЩ)
- Жена с пандурина, Художествен музей на Страсбург (Франция)
- Граф Фулвио Грати (1700-1720), Музей „Тисен-Борнемижа“ (Мадрид, Испания)
- Кардинал Просперо Албертини (1740), Палацо „Акурсио“ (Болоня, Италия)
- Екстазът на Св. Маргарита от Кортона (1701), Епархийски музей (Кортона, Италия)

- Сватба в Кана, Художествен институт на Чикаго (САЩ)
- Светото семейство (1688), Епископска църква на Бергантино (Италия)
- Madonna del Carmine
- Изкушението на Св. Антон (1690), църква „Сан Николо дели Албари“ (Болоня)
- Еней, Сибилата и Харон (1695-1697), Музей на историята на изкуството (Виена)
- Хекуба ослепява Полинместор (1700-1705), Кралски художествен музей (Брюксел)
- Тарквиний и Лукреция, Национална галерия (Вашингтон)
- Триумфът на Херкулес, Четирите сезона, Трите магьосници и Диана (1699-1700), фрески в Палат „Пеполи Кампогранде“ (Болоня)
- Откриването на Мойсей и Давид, и Абигейл, Музей на Палацо Венеция (Рим)
- Изобретателност, Художествен музей на Страсбург
- Хирон учи Ахил (1700-те г.), Музей на историята на изкуството (Виена)
- Екстазът на Св. Маргарита от Кортона (1701), Катедрала на Болоня
- Клането на невинните (1706), Уфици (Флоренция), Национална пинакотека (Болоня) и Национална галерия (Дъблин)
- Панаирът в Поджо а Каяно (1709), Уфици (Флоренция)
- Амур и Психея (1707-1709), Уфици (Флоренция)
- Бълхата (ок. 1709), Уфици (Флоренция)
- Изповед (1710), Галерия на старите майстори (Дрезден)
- Серия „Седемте тайнства“ (ок. 1712), Галерия на старите майстори (Дрезден)
- Селски панаир със зъболекар (1715–20), Пинакотека „Брера“ (Милано)
- Среща между Джеймс Стюарт и принца на Албани, Народна галерия (Прага)
- Благовещение със светци (1722), Катедрала на Сардзана
- Разпятие, Пинакотека „Брера“ (Милано)
- Автопортрет (1725-1730), Пинакотека „Брера“ (Милано)
- Две олтарни картини (1728–1729), църква на Исус (Ферара)
- Четири олтарни картини (1728–1729), църква на бенедиктинския манастир „Св. Паоло Арагонски“ (провинция Бергамо)
- Възпитанието на Юпитер (1729), Художествен музей „Кимбъл“ (Форт Уърт)
- ВъзПевица със спинет и обожател (1730-те), Уфици (Флоренция)несение Богородично (1730), Епископски архив (Лука)
- Мъченичеството на Св. евангелист Йоан
- Йехова спира Слънцето (1737), Капела „Колеони“ (Бергамо)
- Мъченичеството на Св. Петър от Арбюе (1737), Колеж „Спаня“ (Болоня)
- Автопортрет, Национална пинакотека (Болоня)
- Семейството на Дзанобио, Национална пинакотека (Болоня)
- Свирачка на лютня, Художествен музей (Бостън)
- Ловецът, Национална пинакотека (Болоня)
- Пратеникът, Staatliche Kunsthalle (Калсруе)
- Селска сцена, Национална пинакотека (Болоня)
- Търсене на бълхи, Лувър (Париж, Франция); варианти в Уфици (Флоренция), Национален Музей „Св. Матей“ (Пиза) и Национален музей „Каподимонте“ (Неапол)
- Жена, миеща съдове, Уфици (Флоренция)
- Селско семейство с играещи момчета, Лондон
- Селяни, свирещи на музикални инструменти, Лондон
- Селяни с магарета, Лондон
- Влюбени любовници, Ермитаж (Санкт Петербург)
- Селски флирт, Лондон
- Mенгина от градината среща Каказено
- Музикална библиотека, Национална пинакотека (Болоня)
- Играещи купидони, Художествен музей на Ел Пасо
- Св. Йоан Непомуцки слуша изповедта на Кралицата на Бохемия (ок. 1740), Галерия Сабауда (Торино)
- Мъж с шлем, Художествен музей „Нелсън-Аткинс“ (Канзас сити, Мисури)
- Портрет на Бенедикт XIV (1740), Ватикански музеи